# Entreprise de Premuda
L'Entreprise de Premuda (en italien:Impresa di Premuda) est une action navale menée par les vedettes lance-torpilles MAS (acronyme pour Motoscafo Armato Silurante ou Motoscafo Anti Sommergibilede) de la Regia Marina MAS 15 et 21 sous les ordres du chef de section Luigi Rizzo et commandés respectivement par Armando Gori et Giuseppe Aonzo, qui à l'aube du 10 juin 1918, en pleine Première Guerre Mondiale, se sont faufilés parmi les unités d'une formation navale ennemie se dirigeant vers le canal d'Otrante, réussissant à torpiller et à couler le cuirassé SMS Szent István (Santo Stefano). Le cuirassé jumeau SMS Tegetthoff (du nom de l'amiral qui a vaincu la flotte italienne à la bataille de Lissa en 1866) a également été touché par une torpille, mais dans ce cas, la défaillance du dispositif d'explosion a empêché le naufrage.

## Histoire

### Contexte
Le 1er mars 1918, l'amiral Miklós Horthy prend le commandement de la marine impériale austro-hongroise  (en allemand : kaiserliche und königliche Kriegsmarine, en hongrois : Császári és Királyi Haditengerészet), en remplacement de l'amiral Maximilian Njegovan. Avec la nomination de Horthy, Thaon di Revel perçoit également la possibilité que le nouveau commandant autrichien mette en œuvre une action de la flotte en dehors des schémas établis.
Jusqu'à ce moment-là, le barrage du canal d'Otrante avait été attaqué dix-neuf fois et, lors de quatre d'entre elles, l'amiral Horthy était présent en tant que commandant du SMS Novara. Il était donc fort probable que le nouveau commandant avait l'intention de donner un signal de changement dans la conduite de la guerre et que le canal d'Otrante, bien connu de lui, faisait partie de ses plans.
Les signes d'une nouvelle attaque imminente sont apparus avec un raid aérien le 9 mars par 14 avions, appuyés par les destroyers SMS Dukla et SMS Uzsok, pour lequel l'amiral Revel a ordonné que quatre sous-marins français soient positionnés en embuscade au nord de Durazzo, tandis que les sous-marins italiens F10 et F14 étaient placés respectivement devant Pula et le canal de Faresina.

### La mission austro-hongroise
Les soupçons ne sont pas infondés : le haut commandement austro-hongrois a en effet préparé une puissante offensive, impliquant l'utilisation d'une grande partie de la flotte.
Le groupe d'attaque serait composé de:
- section Novara, Helgoland, Tátra, Csepel et Triglav, qui aurait eu pour tâche d'attaquer les forces affectées au barrage du canal d'Otrante.
- section Admiral Spaun, Saida, torpilleurs 84, 92, 98 et 99, qui devait bombarder les installations d'Otrante.

Le "groupe de soutien" impliquait, au contraire, l'emploi des principales unités, chacune escortée par 4 ou 5 torpilleurs, subdivisés comme suit :
- Viribus Unitis (capitaine de vaisseau Janko Vuković de Podkapelski) comme navire amiral de la flotte, Balaton, Orjen, torpilleurs 86, 90, 96 et 97 ;
- Prinz Eugen (capitaine de vaisseau Adolfo Schmidt), Dukla, Uzsok, torpilleurs 82, 89, 91, 95 ;
- Erzherzog Ferdinand Max, Turul, torpilleurs 61, 66, 52, 56, 50 ;
- Erzherzog Karl, Huszár, Pandúr, torpilleurs 75, 94, 57 ;
- Erzherzog Friedrich, Csikós, Uskoke, torpilleurs 53, 58, et un Kaiman :
- Tegetthoff (capitaine de vaisesau Enrico Pergler von Perglas), Velebit, torpilleur 81 et trois Kaimans
- Szent István (capitaine de vaisesau Enrico Seitz), torpilleurs 76, 77, 78, 80.

Ils devaient rester sur leurs positions jusqu'à 07h30 le 11, heure à laquelle ils devaient revenir s'ils ne parvenaient pas à entrer en contact avec les navires italiens. On pensait, en effet, que l'action du groupe d'attaque inciterait le commandement italien à envoyer ses croiseurs cuirassés de Brindisi et de Vlora à la poursuite des navires autrichiens, croiseurs qui se retrouveraient alors encerclés par les plus grandes unités autrichiennes, soutenues par un important déploiement de sous-marins et d'avions.
Le SMS Viribus Uniti et le SMS Prinz Eugen, à l'aube du 11 juin, ont atteint à temps leur position à mi-chemin entre Brindisi et Vlora, tandis que les deux groupes Szent István et Tegetthoff, malgré des problèmes mineurs avec le SMS Szent István, qui ont retardé sa marche, sont également partis vers leurs positions assignées.

### L'action du MAS

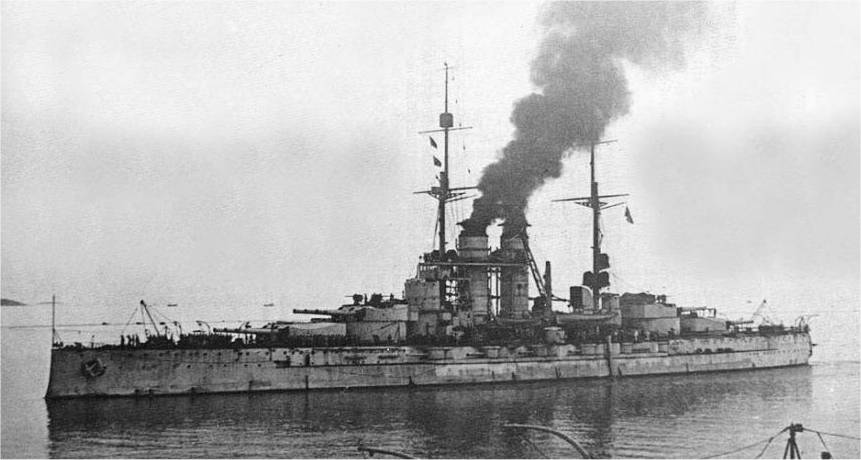
Le cuirassé austro-hongrois Santo Stefano à l'ancre.

Entre-temps, le 9 juin, le MAS 15 (le capitaine de corvette Luigi Rizzo et le chef mécanicien Armando Gori) et le MAS 21 (l'enseigne Giuseppe Aonzo) quittent Ancône pour une mission dans la moyenne Adriatique. Jusqu'à 02h00 du matin le 10, les deux MAS devaient être stationnés entre Gruiza et Banc de Selve près de l'île de Premuda pour vérifier les barrages de torpilles ; à la fin de cette phase, ils devaient rester en embuscade jusqu'à l'aube pour rejoindre les torpilleurs d'appui 18 O.S. et 15 O.S.. Mais les retards accumulés par le groupe autrichien font que, à 3h15, les unités autrichiennes traversent la zone de patrouille des deux MAS, qui à cette heure se dirigent de Lutestrago vers le point de rencontre avec les torpilleurs.
" A 03h15, étant à environ 6,5 miles de Lutorstrak, j'ai vu, légèrement à l'arrière du travers et à tribord, un gros nuage de fumée... [...] j'ai décidé de profiter de la lumière incertaine pour prévenir une attaque et j'ai donc fait demi-tour, suivi par le MAS 21, en me dirigeant vers les unités ennemies à vitesse minimale. [...] En m'approchant de l'ennemi, je me suis rendu compte qu'il s'agissait de deux grands navires escortés par 8 à 10 destroyers [...]".
(Rapport du capitaine de corvette Luigi Rizzo).
Luigi Rizzo, dans l'espoir de toucher l'un des deux grands navires à la distance la plus courte possible, a manœuvré entre deux destroyers qui encadraient le SMS Szent István, a augmenté sa vitesse à 12 nœuds (22 km/h), a réussi à passer entre les torpilleurs et, à une distance maximale de 300 mètres, a tiré les deux torpilles du MAS. Les deux torpilles ont frappé le navire, soulevant de hautes colonnes d'eau et de fumée. La réaction du torpilleur 76 ne se fait pas attendre et il se lance à la poursuite du MAS de Rizzo, ouvrant le feu à une distance de 100-150 mètres. Rizzo a décidé de larguer deux bombes anti-sous-marines, dont l'une a explosé, ce qui a incité le torpilleur à se désister. Le MAS 21 de Giuseppe Aonzo a tiré ses torpilles sur l'autre unité majeure, le SMS Tegetthoff, à une distance de 450-500 mètres ; l'une des torpilles a touché le navire mais n'a pas explosé, empêchant le deuxième cuirassé austro-hongrois de couler. Il est lui aussi poursuivi par un torpilleur, qu'il parvient à distancer afin de faire un retour en toute sécurité.

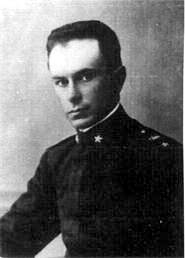
Giuseppe Aonzo, médaille d'or de la valeur militaire pour le naufrage du Szent Istvan et le torpillage du Tegetthoff.

Le SMS Szent István a immédiatement montré de gros dégâts causés par les torpilles du MAS 15 ; l'eau a pénétré dans les salles des machines avant et arrière, si bien que les moteurs ont dû être arrêtés. Tous les quarts d'heure environ, la gîte du navire augmentait d'environ 1° et le SMS Tegetthoff a essayé à plusieurs reprises de prendre le navire en remorque, mais ce n'est qu'à 05h45 qu'ils ont réussi à passer le premier bord, alors que la gîte avait atteint environ 18°. À ce moment-là, l'inclinaison a soudainement augmenté et la ligne a dû être coupée ; vers 06h00, le navire a commencé à chavirer, puis a coulé complètement. Parmi les officiers il y a un mort et trois disparus, parmi l'équipage il y a 13 morts, 72 disparus et 29 blessés.
A 07h00, les deux MAS atteignent Ancône, et immédiatement deux hydravions décollent et aperçoivent quelques unités de la classe Tátra aux alentours de Dugi Otok et du Cap Kamenjak, en direction du sud. A 9 heures, d'autres avions décollent et la reconnaissance de Pula confirme l'absence des quatre dreadnoughts. Les Autrichiens, ayant annulé l'effet de surprise sur lequel reposait toute l'opération, ont dû retourner à leurs bases. Le SMS Tegetthoff est revenu à Pula à l'aube du 11, tout comme le groupe Viribus-Prinz Eugen, qui est arrivé au port à 19h00.

## Conséquences
Les répercussions psychologiques de l'action de Premuda ont eu un tel effet sur le moral des Austro-Hongrois que la k.u.k. Kriegsmarine n'a plus mené d'autres opérations navales pendant le reste de la guerre, barricadant ses navires dans les ports. Par cette action, les torpilles de Rizzo éliminent l'élément de surprise et tuent dans l'œuf la mission ennemie, obligeant la flotte autrichienne à abandonner une fois pour toutes son ambitieux projet. L'action de Premuda a également convaincu les Alliés d'abandonner la question de l'établissement d'un quartier général naval en Méditerranée, laissant le contrôle total de l'Adriatique à l'Italie.
Pour démontrer le grand résultat de l'action du MAS, le commandant en chef de la Grand Fleet (Grande Flotte), l'amiral anglais David Beatty, a envoyé le télégramme suivant à l'amiral Lorenzo Cusani, commandant de la flotte italienne : 
"La Grand Fleet adresse ses plus chaleureuses félicitations à la flotte italienne pour le splendide exploit mené avec tant de vaillance et d'audace contre l'ennemi autrichien".
En reconnaissance de l'héroïsme dont il a fait preuve au combat, le capitaine Luigi Rizzo a été décoré de la croix de chevalier de l'Ordre militaire de Savoie, mais après son refus en raison de ses idéaux républicains, cette distinction a été commuée en une médaille d'or de la valeur militaire; cette distinction a également été attribuée à l'enseigne Aonzo.
Le 13 mars 1939, la Marine, alors Regia Marina, décida de célébrer sa propre fête le 10 juin, en souvenir de l'action menée pendant la Première Guerre mondiale.

## Note
1. ↑  MAS 15: Capitaine de corvette Luigi Rizzo, timonier en chef de 2ème classe Armando Gori, canonnier Giorgio Varchetta, soutier Salvatore Annaloro, soutier Giuseppe De Fano, torpilleur Eraldo Bertucci, marron Letterio Donato, marron Francesco Bagnato, canonnier volontaire Emilio Manfredi
2. ↑  MAS 21: enseigne Giuseppe Aonzo, timonier Luigi Rossi, canonnier Querino Capuano, torpilleur Bruno Santarelli, torpilleur Lorenzo Feo, soutier Giovanni Calipari, soutier Ugo Tomat. Pour la composition des deux équipages, voir: « L'equipaggio italiano che, sotto il comando di Luigi Rizzo, affrontò in mare aperto la flotta austriaca ed affondò la corazzata Santo Stefano », istriadalmaziacard.com
3. 1 2  Favre p. 242.
4. ↑  Favre p. 243
5. ↑  Favre, pp. 242,244.
6. 1 2  Favre, p. 244.
7. ↑  Favre, p. 245.
8. ↑  Favre, p. 246.
9. ↑  Favre, pp. 246,247.
10. ↑  Favre, p. 247.
11. 1 2 3 4  « L'azione di Premuda », marina.difesa.it
12. ↑  « Santo Stefano », Da Storia di Trieste - Antonio Denich - Pagine di storia p. 162

## Source
- (it) Cet article est partiellement ou en totalité issu de l’article de Wikipédia en italien intitulé « Impresa di Premuda » (voir la liste des auteurs).